# Roser Nadal
Roser Nadal Alemany (Barcelona, 12 de noviembre de 1965) es una investigadora, profesora universitaria y divulgadora científica española especializada en el impacto del estrés sobre la vulnerabilidad de las personas, además de activista en la lucha antiestigma en salud mental, que fue reconocida como una de las Top 100 Mujeres Líderes 2019 en la categoría de Académicas e Investigadoras.

## Trayectoria
Nadal nació en Barcelona en 1965. En 1988 se licenció en Filosofía y Letras por la Universidad Autónoma de Barcelona, donde cuatro años después se doctoró en Psicología, con la tesis Valoración del clorazepato, el etanol y la cafeína en pruebas de ansiedad en ratas. Ese mismo año, se convirtió en profesora ayudante en ese mismo centro, permaneciendo en el puesto hasta 1998 cuando se convirtió en profesora titular en psicobiología.
Además, en el curso 1996-1997 realizó una estancia como profesora visitante en la Universidad de Wake Forest en Winston-Salem, Carolina del Norte investigando los sistemas nicotínicos en la adicción alcohólica. En el año 2000 realizó una estancia de investigación en la Universidad de California en San Francisco, en 2010 en la Universidad de Colorado en Boulder y tres años después en la Universidad de Columbia Británica.
En 2002 se incorporó como investigadora al Institut de Neurociències de la Universidad Autónoma de Barcelona, además de ser profesora del Grado de Psicología y en el Máster de Neurociencias en la misma universidad. Entre 2010 y 2016, Nadal fue vicedirectora del citado Institut de Neurociències. Además, en el periodo 2015-2019, Nadal fue incluida en Programa ICREA de la Generalidad de Cataluña en la modalidad de Ciencias de Ciencias Sociales y de la Conducta, un programa que busca incentivar la excelencia investigadora del personal docente e investigador doctor con vinculación permanente a las universidades públicas de la comunidad catalana.
La investigación de Nadal se ha centrado en los mecanismos por los que el estrés aumenta la vulnerabilidad a la psicopatología, como la ansiedad, la adicción, el estrés postraumático, la depresión o la impulsividad, utilizando modelos animales. Como resultado, Nadal ha publicado decenas de artículos en revistas internacionales, y dirigido varias tesis doctorales. También participó en el impulso de la estandarización de software y hardware aplicado a la conducta en roedores con la empresa Panlab-Harvard. Además, ha sido miembro del equipo de investigación o investigadora principal en más de veinte proyectos de investigación nacionales e internacionales, entre los que se encuentra el proyecto RETOS Colaboración con la empresa Oryzon-Genomics. Nadal también participó en iniciativas de divulgación, ha sido ponente en más de noventa congresos y activista en la lucha contra el estigma y para la promoción de la igualdad de género.

## Reconocimientos
En 2014, Nadal obtuvo el Premio ICREA Academia en ciencias de la conducta que reconoce la excelencia del profesorado de las universidades públicas catalanas. En 2019, fue incluida en el ranking de la plataforma digital Mujeres&Compañía "Las Top 100 mujeres líderes en España" que la reconocía como una de las diez mujeres más destacadas en el ámbito académico de España.